# Elezioni politiche suppletive in Francia del 1971
Le elezioni politiche suppletive francesi del 1971 sono le elezioni tenute in Francia nel corso del 1971 per eleggere deputati dell'assemblea nazionale dei collegi uninominali rimasti vacanti. 

## Risultati

### 1° collegio di Hautes-Alpes
Le elezioni politiche suppletive nel 1° collegio di Hautes-Alpes si sono tenute il 28 novembre in seguito ala elezione al Senato di Émile Didier. Poiché nessun candidato ha ottenuto la maggioranza dei voti al primo turno, stato necessario procedere al ballottaggio il 5 dicembre 
| Partito                            | Partito                            | Candidato                          | Primo turno 28 novembre | Primo turno 28 novembre | Ballottaggio 5 dicembre | Ballottaggio 5 dicembre |
| Partito                            | Partito                            | Candidato                          | Voti                    | %                       | Voti                    | %                       |
| ---------------------------------- | ---------------------------------- | ---------------------------------- | ----------------------- | ----------------------- | ----------------------- | ----------------------- |
|                                    | DVD                                | Pierre Bernard-Reymond             | 8 606                   | 39,82                   | 12 920                  | 55,20                   |
|                                    | PCF                                | Gaston Julian                      | 5 586                   | 25,85                   | 10 487                  | 44,80                   |
|                                    | CNIP                               | Marcel Lesbros                     | 3 620                   | 16,75                   |                         |                         |
|                                    | DVG                                | Pierre Grimaud                     | 3 433                   | 15,88                   |                         |                         |
|                                    | ON                                 | Georges Chamboulive                | 367                     | 1,70                    |                         |                         |
|                                    | DIV                                | Mustapha Chelha                    | 0                       | 0,00                    |                         |                         |
|                                    |                                    |                                    |                         |                         |                         |                         |
| Iscritti                           | Iscritti                           | Iscritti                           | 33 191                  | 100,00                  | 33 192                  | 100,00                  |
| ↳ Votanti (% su iscritti)          | ↳ Votanti (% su iscritti)          | ↳ Votanti (% su iscritti)          | 22 258                  | 67,06                   | 24 506                  | 73,83                   |
| ↳ Voti validi (% su votanti)       | ↳ Voti validi (% su votanti)       | ↳ Voti validi (% su votanti)       | 21 612                  | 97,10                   | 23 407                  | 95,52                   |
| ↳ Schede non valide (% su votanti) | ↳ Schede non valide (% su votanti) | ↳ Schede non valide (% su votanti) | 646                     | 2,90                    | 1 099                   | 4,48                    |
| ↳ Astenuti (% su iscritti)         | ↳ Astenuti (% su iscritti)         | ↳ Astenuti (% su iscritti)         | 10 933                  | 32,94                   | 8 686                   | 26,17                   |
|                                    |                                    |                                    |                         |                         |                         |                         |
|                                    | Esito: collegio passa da PR a DVD  |                                    |                         |                         |                         |                         |

### 1° collegio dell'Aveyron
Le elezioni politiche suppletive nel 1° collegio dell'Aveyron si sono tenute il 28 novembre in seguito ala elezione al Senato di Roland Boscary-Monsservin. Poiché nessun candidato ha ottenuto la maggioranza dei voti al primo turno, stato necessario procedere al ballottaggio il 5 dicembre 
| Partito                            | Partito                            | Candidato                          | Primo turno 28 novembre | Primo turno 28 novembre | Ballottaggio 5 dicembre | Ballottaggio 5 dicembre |
| Partito                            | Partito                            | Candidato                          | Voti                    | %                       | Voti                    | %                       |
| ---------------------------------- | ---------------------------------- | ---------------------------------- | ----------------------- | ----------------------- | ----------------------- | ----------------------- |
|                                    | CD                                 | Jean Briane                        | 10 579                  | 28,14                   | 20 430                  | 51,67                   |
|                                    | RI                                 | Marc Censi                         | 15 868                  | 42,21                   | 19 107                  | 48,33                   |
|                                    | DVG                                | Jean-Pierre Prevosto               | 4 680                   | 12,45                   |                         |                         |
|                                    | PCF                                | Michel Lafon                       | 4 085                   | 10,87                   |                         |                         |
|                                    | CTV                                | Serge Cattelin                     | 2 383                   | 6,34                    |                         |                         |
|                                    |                                    |                                    |                         |                         |                         |                         |
| Iscritti                           | Iscritti                           | Iscritti                           | 63 293                  | 100,00                  | 63 286                  | 100,00                  |
| ↳ Votanti (% su iscritti)          | ↳ Votanti (% su iscritti)          | ↳ Votanti (% su iscritti)          | 39 217                  | 61,96                   | 41 672                  | 65,85                   |
| ↳ Voti validi (% su votanti)       | ↳ Voti validi (% su votanti)       | ↳ Voti validi (% su votanti)       | 37 595                  | 95,86                   | 39 537                  | 94,88                   |
| ↳ Schede non valide (% su votanti) | ↳ Schede non valide (% su votanti) | ↳ Schede non valide (% su votanti) | 1 622                   | 4,14                    | 2 135                   | 5,12                    |
| ↳ Astenuti (% su iscritti)         | ↳ Astenuti (% su iscritti)         | ↳ Astenuti (% su iscritti)         | 24 076                  | 38,04                   | 21 614                  | 34,15                   |
|                                    |                                    |                                    |                         |                         |                         |                         |
|                                    | Esito: collegio passa da RI a CD   |                                    |                         |                         |                         |                         |

### 2° collegio di Drôme
Le elezioni politiche suppletive nel 2° collegio di Drôme si sono tenute il 28 novembre in seguito ala elezione al Senato di Maurice Pic. Poiché nessun candidato ha ottenuto la maggioranza dei voti al primo turno, stato necessario procedere al ballottaggio il 5 dicembre 
| Partito                            | Partito                            | Candidato                          | Primo turno 28 novembre | Primo turno 28 novembre | Ballottaggio 5 dicembre | Ballottaggio 5 dicembre |
| Partito                            | Partito                            | Candidato                          | Voti                    | %                       | Voti                    | %                       |
| ---------------------------------- | ---------------------------------- | ---------------------------------- | ----------------------- | ----------------------- | ----------------------- | ----------------------- |
|                                    | PS                                 | Henri Michel                       | 11 660                  | 32,81                   | 24 684                  | 67,56                   |
|                                    | UDR                                | Jean Brégier                       | 6 799                   | 19,13                   | 11 852                  | 32,44                   |
|                                    | RRRS                               | Louis Chancel                      | 6 285                   | 17,68                   |                         |                         |
|                                    | PCF                                | Marceau-Bres                       | 6 173                   | 17,37                   |                         |                         |
|                                    | DVD                                | Jean-Jacques Ayzac                 | 3 384                   | 9,52                    |                         |                         |
|                                    | PSU                                | René Deléglise                     | 1 241                   | 3,49                    |                         |                         |
|                                    |                                    |                                    |                         |                         |                         |                         |
| Iscritti                           | Iscritti                           | Iscritti                           | 63 299                  | 100,00                  | 63 310                  | 100,00                  |
| ↳ Votanti (% su iscritti)          | ↳ Votanti (% su iscritti)          | ↳ Votanti (% su iscritti)          | 36 482                  | 57,63                   | 38 048                  | 60,10                   |
| ↳ Voti validi (% su votanti)       | ↳ Voti validi (% su votanti)       | ↳ Voti validi (% su votanti)       | 35 542                  | 97,42                   | 36 536                  | 96,03                   |
| ↳ Schede non valide (% su votanti) | ↳ Schede non valide (% su votanti) | ↳ Schede non valide (% su votanti) | 940                     | 2,58                    | 1 512                   | 3,97                    |
| ↳ Astenuti (% su iscritti)         | ↳ Astenuti (% su iscritti)         | ↳ Astenuti (% su iscritti)         | 26 817                  | 42,37                   | 25 262                  | 39,90                   |
|                                    |                                    |                                    |                         |                         |                         |                         |
|                                    | Esito: collegio confermato a PS    |                                    |                         |                         |                         |                         |

### 5° collegio della Charente-Maritime
Le elezioni politiche suppletive nel 5° collegio della Charente-Maritime si sono tenute il 12 dicembre in seguito alla nomina governetiva di Jean de Lipkowski e alla morte del suo supplente. Poiché Jean de Lipkowski ha ottenuto la maggioranza dei voti al primo turno, non è stato necessario procedere al ballottaggio.
| Partito                            | Partito                            | Candidato                          | Risultati 12 dicembre | Risultati 12 dicembre |
| Partito                            | Partito                            | Candidato                          | Voti                  | %                     |
| ---------------------------------- | ---------------------------------- | ---------------------------------- | --------------------- | --------------------- |
|                                    | UDR                                | Jean de Lipkowski                  | 20 707                | 52,31                 |
|                                    | PCF                                | Jean Papeau                        | 12 533                | 31,66                 |
|                                    | CD                                 | Yves Tap                           | 4 657                 | 11,77                 |
|                                    | DVD                                | Michel Gardat                      | 1 685                 | 4,26                  |
|                                    |                                    |                                    |                       |                       |
| Iscritti                           | Iscritti                           | Iscritti                           | 68 003                | 100,00                |
| ↳ Votanti (% su iscritti)          | ↳ Votanti (% su iscritti)          | ↳ Votanti (% su iscritti)          | 41 004                | 60,30                 |
| ↳ Voti validi (% su votanti)       | ↳ Voti validi (% su votanti)       | ↳ Voti validi (% su votanti)       | 39 582                | 96,53                 |
| ↳ Schede non valide (% su votanti) | ↳ Schede non valide (% su votanti) | ↳ Schede non valide (% su votanti) | 1 422                 | 3,47                  |
| ↳ Astenuti (% su iscritti)         | ↳ Astenuti (% su iscritti)         | ↳ Astenuti (% su iscritti)         | 26 999                | 39,70                 |
|                                    |                                    |                                    |                       |                       |
|                                    | Esito: collegio confermato a UDR   |                                    |                       |                       |

## Riepilogo
| Data 1º turno | Ballottaggio   | Circoscrizione    | Collegio | Parlamentare uscente      | Partito | Parlamentare eletto    | Partito |
| ------------- | -------------- | ----------------- | -------- | ------------------------- | ------- | ---------------------- | ------- |
| 28 novembre   | 5 dicembre     | Hautes-Alpes      | 1°       | Émile Didier              | PR      | Pierre Bernard-Reymond | DVD     |
| 28 novembre   | 5 dicembre     | Aveyron           | 1°       | Roland Boscary-Monsservin | RI      | Jean Briane            | CD      |
| 28 novembre   | 5 dicembre     | Drôme             | 2°       | Maurice Pic               | PS      | Henri Michel           | PS      |
| 12 dicembre   | Non necessario | Charente-Maritime | 5°       | Jean de Lipkowski         | UDR     | Jean de Lipkowski      | UDR     |